# Milkasjärvi
Milkasjärvi är en sjö i Gällivare kommun i Lappland och ingår i Råneälvens huvudavrinningsområde. Sjön har en area på 0,0561 kvadratkilometer och ligger 421,3 meter över havet.

## Delavrinningsområde
Milkasjärvi ingår i det delavrinningsområde (743018-171948) som SMHI kallar för Ovan Puoitajoki. Medelhöjden är 401 meter över havet och ytan är 47,78 kvadratkilometer. Räknas de 2 avrinningsområdena uppströms in blir den ackumulerade arean 103,06 kvadratkilometer. Venetjoki som avvattnar avrinningsområdet har biflödesordning 2, vilket innebär att vattnet flödar genom totalt 2 vattendrag innan det når havet efter 180 kilometer. Avrinningsområdet består mestadels av skog (72 procent) och sankmarker (25 procent). Avrinningsområdet har 0,75 kvadratkilometer vattenytor vilket ger det en sjöprocent på 1,6 procent.